# GZK-Cutoff
GZK-Cutoff (nach den Physikern Kenneth Greisen, Georgi Sazepin und Wadim Kusmin, die sie im Jahre 1966 errechneten) ist die Obergrenze (engl. cutoff) für die Energie kosmischer Protonenstrahlung sehr weit entfernter (⪆ 50 Mpc) Quellen. Diese Teilchen erreichen eine Geschwindigkeit von <2· 10−20 % unterhalb der der Lichtgeschwindigkeit, anschaulich wenige nm/Jahr.

## Theorie
Protonen extrem hoher Energie „sehen“ durch den Doppler-Effekt auf Grund ihrer Geschwindigkeit Photonen {\displaystyle \gamma } der kosmischen Hintergrundstrahlung um den Faktor 1011 und mehr blauverschoben. Dadurch kann es durch den Compton-Effekt zu elastischen Streuungen oder beginnend ab etwa 6 · 1019 eV zu Kernprozessen kommen. Ab dieser Energie werden Teile der Hintergrundstrahlung zunehmend als Gammastrahlung mit mehr als 300 MeV „gesehen“, was die Bildung von Delta-Baryonen {\displaystyle \Delta ^{+}} (angeregte Protonen, die den Spin des Photons „geschluckt“ haben; auch als „Delta-Resonanz“ bezeichnet) mit einer knapp 300 MeV höheren Masse als Protonen (1232 MeV vs. 938,3 MeV) ermöglicht, die mit einer Lebensdauer von 5,6 · 10−24 Sekunden unter Bildung eines Pions wieder zerfallen.
Die häufigsten Kernreaktionen (> 99 %) lauten
{\displaystyle p+\gamma \ \rightarrow \ \Delta ^{+}\ \rightarrow \ p+\pi ^{0}}
und
{\displaystyle p+\gamma \ \rightarrow \ \Delta ^{+}\ \rightarrow \ n+\pi ^{+}}
und erzeugen ein Delta-Baryon {\displaystyle \Delta ^{+}}, das wiederum in ein Nukleon (Proton {\displaystyle p} oder Neutron {\displaystyle n}) sowie ein Pion (neutral {\displaystyle \pi ^{0}} oder geladen {\displaystyle \pi ^{+}}) zerfällt. Das Proton verliert dabei durch Übertragung von Impuls auf das Pion knapp 15 % seiner Energie und ändert seine Richtung. Der Energieverlust durch Impulsübertrag liegt dabei mit etwa 1019 eV viele Größenordnungen über der Energie für die Erzeugung des Pions mit 108 eV. Liegt die Energie des Protons immer noch über dieser Schwelle, so kann die Reaktion erneut stattfinden. Für sehr weit entfernte Quellen (> 100 Mio. Lichtjahre) ist die Wahrscheinlichkeit, ohne Stoß durchzukommen, sehr gering. Man spricht von GZK-Unterdrückung oder dem GZK-Effekt.

## Andere Partikel

### Elektronen
Elektronen bilden keine Deltaresonanzen, unterliegen allerdings wesentlich stärker der Compton-Streuung, der Wirkungsquerschnitt berechnet sich zu Klein-Nishina-Wirkungsquerschnitt.

### Atomkerne
Kosmische Strahlung besteht hauptsächlich aus Protonen und Alpha-Teilchen. Alpha-Teilchen sind etwa viermal so schwer wie Protonen und benötigen die vierfache kinetische Energie zur Ausbildung von Delta-Resonanzen.

## Beobachtungen
Zwar besteht die kosmische Strahlung bei den höchsten Energien nicht nur aus Protonen, sondern aus einer Mischung verschiedener Atomkerne, aber auch diese werden durch Wechselwirkung mit der kosmischen Hintergrundstrahlung abgebremst.
Der GZK-Effekt wird daher grundsätzlich unabhängig von der genauen Zusammensetzung der kosmischen Strahlung erwartet, wobei das Ausmaß und Schwell-Energie der GZK-Unterdrückung von der nur ungenau bekannten Massenzusammensetzung der kosmischen Strahlung abhängen.
Die experimentellen Resultate bezüglich der höchstenergetischen kosmischen Strahlung erschienen zunächst widersprüchlich. Während das AGASA-Experiment der Universität Tokio Teilchen oberhalb der GZK-Energie registriert haben will, sind die Daten der HiRes-Kollaboration mit dem GZK-Cutoff verträglich. Das Pierre-Auger-Observatorium und das Telescope-Array-Projekt haben inzwischen bestätigt, dass es im Energiespektrum der kosmischen Strahlung tatsächlich einen Abbruch gibt, dessen Energie mit dem erwarteten GZK-Cutoff im Rahmen der Mess- und Vorhersage-Unsicherheiten übereinstimmt.
Die extrem seltenen Ereignisse, die bei Energien jenseits der GZK-Grenze gemessen wurden, müssen von nähergelegenen Quellen stammen. Tatsächlich korreliert die beobachtete Richtungsverteilung mit aus dem optischen Bereich bekannten potentiellen Quellen.
Allerdings ist noch nicht sicher geklärt, ob der GZK-Cutoff tatsächlich die Hauptursache dafür ist, dass bei höheren Energien deutlich weniger Teilchen die Erde erreichen.
Eine alternative Erklärung ist, dass die Maximalenergie der Quellen der kosmischen Strahlung bei einer ähnlichen Energie liegen könnte.
Mit dem derzeit durchgeführten Upgrade des Pierre-Auger-Observatoriums soll dessen Messgenauigkeit soweit erhöht werden, dass dieses Szenario vom GZK-Cutoff unterschieden werden kann.
Genaue Messungen im Bereich der GZK-Energie können außerdem verwendet werden, um Theorien für noch unbekannte physikalische Effekte zu testen, beispielsweise Szenarien der Schleifenquantengravitation. Diese sagt eine höhere Energieschwelle als 6 · 1019 eV voraus.